# Chilenodes australis
Genre
Espèce
Chilenodes australis, unique représentant du genre Chilenodes, est une espèce d'araignées aranéomorphes de la famille des Malkaridae.

## Distribution
Cette espèce se rencontre,, :
- au Chili dans les régions du Biobío, d'Araucanie, des Fleuves, des Lacs et d'Aisén ;
- en Argentine dans l'ouest des provinces de Río Negro et de Neuquén.

## Description
Le mâle holotype mesure 2,11 mm et la femelle 3,07 mm.

## Publication originale
- Platnick & Forster, 1987 : On the first American spiders of the subfamily Sternodinae (Araneae, Malkaridae). American Museum Novitates, no 2894, p. 1-12 (texte intégral).